# Blauw bloed bij de Blauwen
Blauw bloed bij de Blauwen is het 53ste album uit de stripreeks De Blauwbloezen. Het werd getekend door Willy Lambil en het scenario werd geschreven door Raoul Cauvin. Het album werd uitgebracht in 2009.

## Verhaal
Blutch is voor de zoveelste keer ontsnapt uit het kamp van zijn 22ste regiment. Chesterfield weet hem wederom terug te vinden, dit keer is Blutch in vrouwenkledij, terug te brengen naar het kamp. Terug in het kamp blijkt een speciaal gezant uit Frankrijk te zijn aangekomen, die onder de onderduiknaam François d'Orleans daar verblijft. Ondertussen gaat de vete tussen Blutch en Chesterfield gewoon verder en komen verdrinkingen, verminkingen en wilde achtervolgingen aan bod tussen beiden. Generaal Alexander vindt het genoeg en maant de mannen tot rust, de geheimzinnige François weet wel iets van aquarelschilderen en al gauw slaat het halve kamp aan het tekenen.
Dan wordt Blutch onderbroken met zijn tekenles en moet met Chesterfield gaan patrouilleren in de bossen, daar is een heel zuidelijk leger op komst. De mannen weten bij de zuidelijken te infiltreren door hun kledij aan te trekken en proberen de geplande veldslag zo veel mogelijk te saboteren. Het noordelijk leger weet de overwinning te behalen en de zuidelijken te verjagen. Blutch en Chesterfield weten uiteindelijk terug te keren bij hun regiment.

## Personages in het album
- Blutch
- Cornelius Chesterfield
- Kapitein Stark
- Generaal Alexander
- Francois d' Orleans

## Achtergrond
Zoals heel vaak in de Blauwbloezen-strips voorkomt, wordt het verhaal verweven met een waargebeurd feit. Zo wordt met François d'Orleans de erfprins Frans van Orléans bedoeld, die in 1865 naar Amerika was gekomen om in de Amerikaanse burgeroorlog te dienen. In het verhaal komt ook naar voren dat hij een broer van Napoleon zou zijn, maar in feite was hij een van de gegadigden om het lichaam van Napoleon vanuit Sint-Helena naar Frankrijk over te brengen.